# Haselsee
Der Haselsee ist ein Kleinsee in den Loisach-Kochelsee-Mooren am Fuß des Königsberg-Waldes. Direkt westlich des Sees verläuft die Bundesautobahn 95.
Der See ist Teil des Schutzgebietes Loisach-Kochelsee-Moore.
Weitere Kleinseen in den Loisach-Kochelsee-Mooren sind Eichsee, Rohrsee, Fichtsee, Höllsee und Karpfsee.